# Antithese (stijlfiguur)
Een antithese (Grieks voor "tegengesteld", ἀντί is "tegen" + θέσις "stelling/plaatsing") is een stijlfiguur waarbij tegengestelde begrippen of noties worden verbonden. Dit wordt gedaan om een bepaalde eigenschap te versterken of te benadrukken. Mooi lijkt immers mooier naast lelijk, goed beter naast slecht.
Voorbeelden
- Medicijnen en vrouwen waren zijn grootste antipathieën, en hij was gewoon te beweren, dat hij zonder de laatste wel leven en zonder de eerste wel sterven kon.[1]
- Zij steunen elkaar door dik en dun.

In de Bijbel komen veel antithesen voor, in het bijzonder in het Evangelie volgens Matteüs, in de Bergrede.
- het goede en het slechte oog, de smalle en de brede weg, de rotsbodem en de zandbodem[2]

Bekende schrijvers die vaak gebruikmaken van antithesen zijn Alexander Pope, Samuel Johnson en Edward Gibbon en vooral John Lyly in het prozawerk Euphues. In de populaire, moderne literatuur worden antithesen vaak gebruikt in Harry Potter (tussen de karakters van de goede Albus Perkamentus en de slechte Voldemort) en in De Kronieken van Narnia (Aslan en de Witte Heks).

## Verwante begrippen
De antithese vormt de basis voor meerdere andere veelgebruikte stijlmiddelen, zoals het chiasme, de paradox, de oxymoron en de epanalepsis. Ook  ligt ze aan de basis van bepaalde gnomische vormen, zoals het aforisme en het epigram.